# Finkenmühle (Bad Weißenstadt)
Finkenmühle gehört zum Gemeindeteil Birk der Stadt Bad Weißenstadt im oberfränkischen Landkreis Wunsiedel im Fichtelgebirge.
Der heutige Wohnplatz mit sieben Wohngebäuden (2021) liegt auf der Gemarkung Franken etwa 1,5 km westlich von Birk am Fuße des Rudolfsteins. Er geht zurück auf einen Mühlenstandort am Birkenbach, der auch Birkenbachermühle bezeichnet wurde.